# Oiro
Oiro ist eine Punkband aus Düsseldorf, die 2001 gegründet wurde. Die Band besteht aus Jonny Bauer (Gesang), Akki, Bauer Jonny (beide Gitarre), Vander (Bass) und Tomo_01 (Schlagzeug). Oiro spielen deutschsprachigen Punk, der sich textlich an Hamburger Bands wie den Die Goldenen Zitronen, Dackelblut, Kommando Sonne-nmilch aber auch stark an den Wipers orientiert. Diese Parallele führte auch zu einem Gastauftritt des Kommando-Sonne-nmilch-Sängers, Jens Rachut, auf dem ersten Album, das 2005 erschien.
2008 wurde eine Kneipentour-DVD von Oiro veröffentlicht, die neben zwei Kurzfilmen auch Videoclips zu drei Oiro-Songs enthält. Seit 2009 sollen im Rhythmus von drei Monaten Solo-Singles von allen Oiro-Mitglieder bei Flight13 herausgebracht werden. Mit der Motivation, dass die Bandmitglieder die Musik machen können, die sie schon immer machen wollten, sind die ersten beiden Tonträger dieser Reihe von Tomo_01 und Jonny Bauer erschienen. 

## Diskografie
- Oi Spiesser Gib mal Feuer (2002, 7", Flight 13, sold out)
- Andi ist nicht mehr in der Gang (2002, 7", Flight 13, sold out)
- Mordsee (2003, 7", Flight 13, sold out)
- Neon (2003, CD; Zusammenstellung aller Songs der drei vorherigen 7" auf CD + Bonus, Flight 13)
- Als was geht Gott an Karneval (2005, LP/CD, Flight 13)
- Vergangenheitsschlauch (2008, LP/CD, Flight13)
- Kneipentour DVD (2009, Flight 13)
- Blut und Schleim (2009, 7" Club #1, Flight13)
- Ozean der Anarchie (2010, 7" Club #2, Flight13)
- Wenn Leila Wasser Holt (2011, 7" Club #3, Flight 13)
- Love is nicht mein Ding (2011, 7" Club #4, Flight 13)
- Lohn der Emigration (2012, 7" Club #5, Flight 13)
- Gruppe ohne Therapie (2012, LP; enthält die Songs der fünf Club-7")
- Rentner Boy (2013, 7"; split mit duesenjaeger)
- Zähmen / Stadt Erde III (2015, 7")
- Meteoriten Der Grossen Idee (2015, LP/CD/Tape)